# Parc del Laberint d'Horta

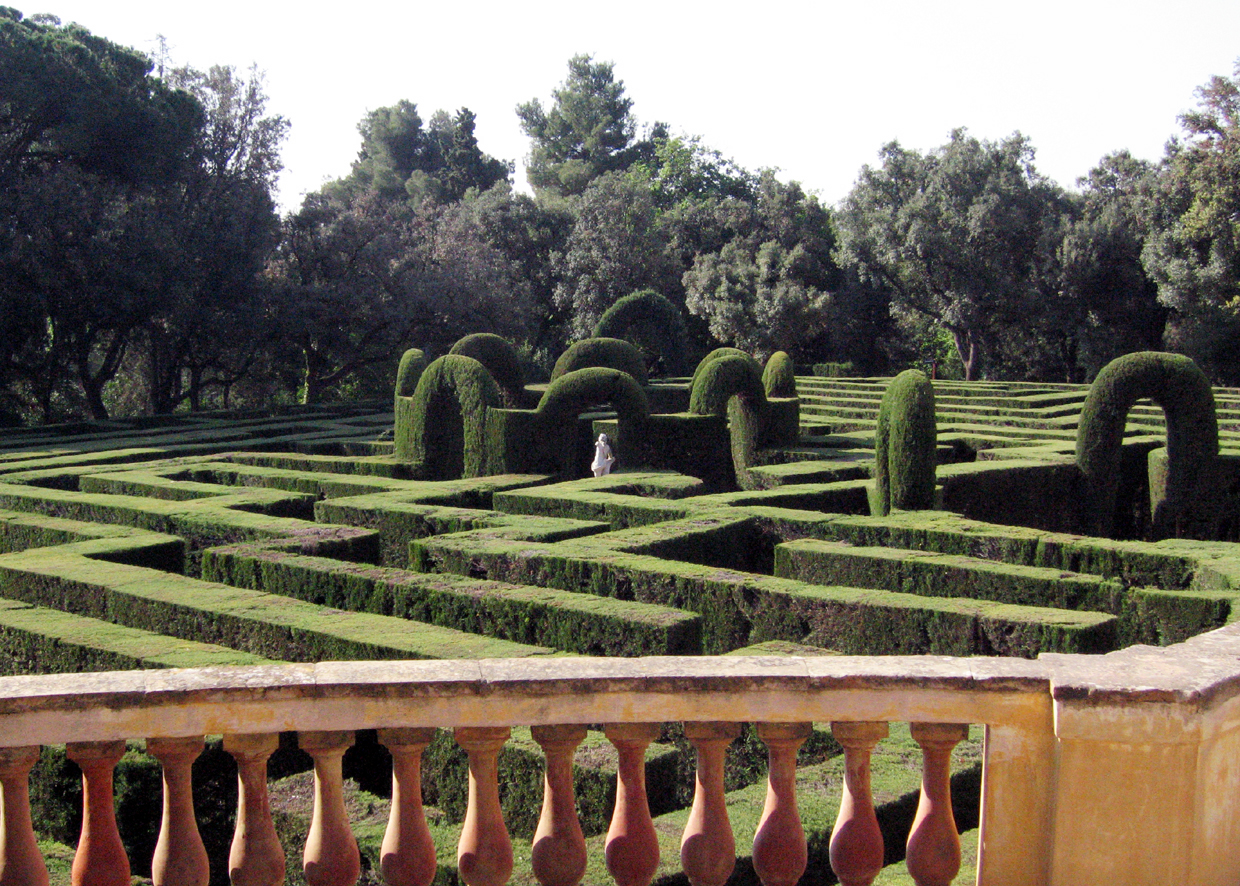
Parc del Laberint d'Horta

Parc del Laberint d'Horta är Barcelonas äldsta park i sitt slag (1793). Parken, som ligger i distriktet Horta-Guinardó, ritades av markisen Joan Antoni Desvalls som även organiserade byggandet av den. Till sin hjälp hade han en italiensk ingenjör vid namn Domenico Bagutti som hjälpte honom med det invecklade bevattningssystemet.
Parken, som är anlagd på terrasser, har olika områden på temat romerska och grekiska gudar, bland andra Eros, Danaë, Ariadne och Egeria.
- Wikimedia Commons har media som rör Parc del Laberint d'Horta.